# Karl Wahlmüller
Karl Wahlmüller, född 22 oktober 1913 i Linz, död 16 februari 1944 i Toila i Estland, var en österrikisk fotbollsspelare.
Wahlmüller blev olympisk silvermedaljör i fotboll vid sommarspelen 1936 i Berlin.